# KMGU
KMGU（ロシア語: КМГУ）は、ソビエト連邦で開発された小爆弾・地雷散布ディスペンサー。名称はКонтейнер малогабаритных грузов унифицированныйの頭字語で小型サイズの積載用統一コンテナの意味となる。

## 概要
円筒状のアルミニウム製の胴体は、8つのセクションに分割され、それぞれが独自の空気圧で開放されるドアを有している。
KMGUには、以下の子爆弾の装填が可能である。
| クラスター爆弾 | BKFカセットあたりの クラスター爆弾 | KMGUの クラスター爆弾装備数 |
| -------------- | ---------------------------------- | --------------------------- |
| AO-2,5RT       | 12                                 | 96                          |
| PTAB-1M        | 31                                 | 248                         |
| PTAB-2,5RT     | 12                                 | 96                          |
| OSD-OD         | 1                                  | 8                           |
| ODS-35         | 1                                  | 8                           |
| LBOk-1         | 36                                 | 288                         |
| PFM-1S         | 156                                | 1.248                       |

特定通常兵器使用禁止制限条約により、このような兵器の使用は制限されている。

## 派生型
KMGU-1
基本型。
KMGU-2
胴体形状とBKFカセットを変更した改良型。

## 対応機
出典
航空機
- MiG-27
- MiG-29
- MiG-35
- Su-17/22
- Su-24
- Su-25
- Su-30
- Su-34
- Su-35

ヘリコプター
- Mi-24
- Mi-28
- Ka-29
- Ka-52

## 運用
出典
- アンゴラ
- エチオピア
- コートジボワール
- ジョージア
- インド
- イラク

- イエメン
- クロアチア
- リビア
- モンゴル
- ポーランド
- ウクライナ

- ハンガリー
- ウズベキスタン
- ルーマニア
- ロシア
- ジンバブエ
- チェコ

## 実戦での使用
KMGUはソ連によるアフガニスタン侵攻に使用され、その後、第二次チェチェン紛争、イラン・イラク戦争、インドとパキスタンおよびアフリカ大陸の紛争などで使用された。